# Tulburare de personalitate evitantă
Tulburarea de personalitate evitantă (anxioasă) este acea tulburare de personalitate care este ilustrată printr-un pattern pervaziv de inhibiție socială, sentimente de inadecvare și hipersensibilitate la evaluarea negativă (critică), care începe în perioada adultă tânără și este prezent într-o varietate de contexte. Oamenii care se confruntă cu această tulburare resimt o frică intensă că vor fi respinși de către ceilalți, că vor fi ridiculizați sau criticați. Adesea au abilități sociale scăzute din cauză că ele nu au fost învățate și exersate, ceea ce determină o viață socială restrânsă. Mulți indivizi prezintă trăsături de personalitate evitantă însă, numai când aceste trăsături sunt inflexibile, dezadaptative și persistente și cauzează deteriorare funcțională sau detresă subiectivă, constituie tulburare de personalitate evitantă.
Tulburarea este cronică și se agravează timpuriu, ameliorându-se la vârsta mijlocie. Comportamentul evitant debutează în copilărie cu timiditate, rușine, izolare și frica de străini și situații noi. Proporția între femei și bărbați tinde să fie echilibrată, însă pentru băieți pare să fie mai timpurie și mai supărătoare. Are o incidență între 0,5 și 1% în populația generală. 
Cercetătorii sugerează ca aproximativ 10–50% dintre persoanele anxioase cu agorafobie au tulburare evitant-anxioasă a personalității, precum și 20–40% dintre persoanele cu fobie socială. Unele studii arată prevalențe de până la 45% printre persoanele cu tulburare generalizată anxioasă și până la 56% la cei cu tulburare obsesiv-compulsivă.
Persoana care are tulburare de personalitate evitantă se poate confrunta și cu alte tulburări psihologice precum depresia sau anxietatea. De altfel, câteva tulburări care apar cel mai adesea alături de tulburarea de personalitate evitantă sunt:
- fobia socială – în care persoana trăiește emoții foarte intense de anxietate în situații sociale comune;
- tulburarea de personalitate dependentă – în care persoana se bazează excesiv pe ceilalți în a lua decizii;
- tulburarea de personalitate borderline – în care oamenii au dificultăți în mai multe domenii precum relațiile sociale, domeniul comportamental, controlul stărilor emoționale sau imaginea despre sine.

## Semne și simptome
Tulburarea anxioasă a personalității este definită prin anxietate socială extremă datorată unui sentiment extrem de inferioritate și lipsă de respect. Cei cu această tulburare evită frecvent situațiile sociale și caută locuri de muncă care să implice un contact minim cu alți oameni. Mersul la cursuri, acceptarea de noi prieteni și a unei promovări pot, de asemenea, fi evitate de frica de a nu fi respinși sau a se simți rușinați. Criticismul și dezaprobarea sunt percepute drept ridicole, rușinoase și respingătoare. Astfel, cei afectați vor interacționa numai cu persoanele de care sunt siguri că le sunt plăcute. 
Pentru că le este teamă să nu fie umiliți sau criticați, evită pe cât posibil interacțiunile interpersonale, nu își fac prieteni noi decât dacă sunt siguri de bunăvoința necondiționată a acestora și, cu toate că își doresc relații la care visează deseori cu ochii deschiși și pe care le idealizează, atitudinea lor este în general una pasivă. Alții i-ar putea descrie ca rușinoși, timizi, singuratici.
Nu au încredere în ei înșiși, se subestimează, se percep ca fiind inadecvați, inferiori altora, neatrăgători și din acest motiv evită să se expună în situații sociale. Însă chiar frica, anxietatea și tensiunea lor constantă îi determină uneori pe alții să îi ridiculizeze, fapt ce le întărește această teamă și le confirmă ideea că este mai bine să eviți a te expune în vreun fel. Au impresia că orice ar spune este greșit așa că deseori aleg tăcerea. Sunt reținuți, le este greu să vorbească despre ei înșiși sau despre sentimentele lor de teama de a nu fi expuși sau ridiculizați. De regulă, au doi sau trei prieteni buni pe care îi cunosc de mult timp și față de care pot cu ușurință deveni dependenți. Au nevoie de aprobarea și simpatia celor din jur, de reasigurare și securizare, de a se simți protejați, acceptați și susținuți și au tendința de a plasa responsabilitatea propriei vieți în mâinile altora. Deseori le fac pe plac celor din jur și le este teamă de confruntări sau pur și simplu să își spună punctul de vedere.
Ezită să își asume riscuri ori să se implice în activități noi pentru a nu fi puși în dificultate și, de asemenea, exagerează importanța unor eventuale pericole sau eșecuri. Au nevoie de certitudine și siguranță și deseori au un stil de viață limitativ, rutinier, blazat, preferând situațiile pe care sunt siguri că le pot controla.
Toate aceste lucruri se răsfrâng și asupra activității profesionale. Încearcă să evite situații sociale care pot fi importante pentru jobul lor sau pentru avansarea în carieră, le este teamă de eșec, se autodepreciază și nu își folosesc întreg potențialul, preferând roluri mărunte sau posturi care se află sub capacitățile lor. Persoanele evitante percep eșecul ca pe o catastrofă, un eveniment rușinos care le devalorizează ca oameni, în același timp în ochii lor, ca și în ochii celorlalți. Ele se tem în egală măsură de șocul emoțional consecutiv eșecului, de angoasa copleșitoare, de disperare, de o pierdere a încrederii și a curajului. În sfârșit, eșecul este sinonim cu respingerea și singurătatea, deoarece ele cred că trebuie să reușești ceea ce întreprinzi pentru a fi acceptat în societate.
De obicei, persoanele cu personalitate de tip evitant își monitorizează foarte atent reacțiile interne atunci când sunt implicate în interacțiuni sociale. Din această monitorizare rezultă o tensiune extremă, care duce la ezitări în vorbire și astfel multe asemenea persoane devin taciturne.

## Cauze
Cercetătorii nu cunosc încă ce determină personalitatea evitantă. Există numeroase teorii totuși. Etiologia este considerată a fi determinată de un complex de factori genetici, sociali și biologici. La aceștia se adaugă factorii temperamentali moșteniți. Acest model de personalitate apare în copilărie cu semne de timiditate excesivă și frică atunci când copilul confruntă oameni și situații noi. Aceste caracteristici sunt, de asemenea, emoții adecvate ale dezvoltării copilului și nu înseamnă că acest model va continua și în perioada de adult. Când timiditatea, teama nefondată față de respingeri, hipersensibilitatea față de critici și un model de evitare socială persistă și se intensifică și în adolescență, se indică frecvent diagnosticul de tulburare evitant-anxioasă a personalității. 
Multe persoane diagnosticate cu tulburare de personalitate de tip evitant au avut experiențe dureroase în copilărie datorită criticilor și rejecției din partea părinților. Nevoia de legătură cu părinții face ca persoana evitantă să dorească relațiile, dar dorința lor se transformă treptat într-o protecție împotriva criticilor parentale repetate. Ridiculizarea sau respingerea de către apropiați reîmprospătează modelul de izolare socială a tinerei persoane și contribuie la frica de contactul social.

## Diagnostic
Această tulburare este diagnosticată în mod frecvent împreună cu tulburarea de personalitate dependentă sau chiar confundată cu ea (diferența de bază între cele două este că preocuparea principală în tulburarea de personalitate evitantă este evitarea umilirii și a respingerii, pe când în tulburarea de personalitate dependentă preocuparea este centrată spre a fi luat sub protecție de cineva) și cu tulburările afective și anxioase (în special fobia socială de tip generalizat). Spre deosebire de tulburarea de personalitate schizoidă, persoanele cu această tulburare își doresc să socializeze, să fie implicate în relații de cuplu, însă simt că nu le pot obține.
OMS a caracterizat tulburarea anxioasă a personalității prin întrunirea a cel puțin patru dintre următoarele manifestări:
- sentimente persistente și pătrunzătoare de tensiune;
- credința că individul este inapt social, neplăcut social sau inferior altora;
- preocuparea excesivă față de critici și respingerea socială;
- absența dorinței de a fi implicat în situații sociale dacă nu este sigur că este plăcut;
- restricții în viață datorită nevoii de securitate fizică;
- evitarea activităților sociale sau profesionale care implică contactul interpersonal semnificativ datorită fricii de criticism, dezaprobare sau respingere.

Tulburările de personalitate sunt de obicei diagnosticate după un istoric medical complet și un interviu cu pacientul. Deși nu există teste de laborator pentru aceste tulburări, doctorul poate examina fizic pacientul pentru a exclude posibilitatea unei condiții medicale generale care să afecteze comportamentul pacientului. De exemplu, persoanele cu tulburări ale tractului digestiv pot evita ocaziile sociale de frica unui atac brusc de diaree sau nevoia de a vărsa. 
Dacă interviul cu pacientul sugerează un diagnostic de tulburare evitant-anxioasă a personalității, doctorul poate folosi un set de întrebări standard:
- inventarul Minnesota al personalității multifazice;
- inventarul clinic multiaxial Millon;
- testul psihodiagnostic Rorschach;
- testul tematic al apercepției.

## Subtipuri
Psihologul Theodore Millon a identificat patru subtipuri ale tulburării anxioase a personalității. Orice individ afectat poate prezenta nici unul sau unul din următoarele:
| Subtip                                                 | Trăsături |
| ------------------------------------------------------ | --------- |
| Anxiosul conflictual (include manifestări negativiste) |           |
| Anxiosul hipersensibil (include manifestări paranoide) |           |
| Anxiosul fobic (include manifestări de dependență)     |           |
| Anxiosul depresiv (include manifestări depresive)      |           |

## Tratament
Tratamentul tulburării de personalitate de tip evitant este psihoterapeutic, incluzând antrenamentul abilităților sociale, terapia cognitivă, tratamentul prin expunere pentru a crește gradat contactele sociale și uneori administrarea de medicamente.